# RoboCop
RoboCop is een Amerikaanse sciencefiction-actiefilm uit 1987. Het verhaal is geschreven door Michael Miner en Edward Neumeier. De film is geregisseerd door Paul Verhoeven met camerawerk van Jan de Bont en Jost Vacano. De muziek is van Basil Poledouris. De film speelt in een dystopische versie van de Amerikaanse stad Detroit, Michigan, ergens in de nabije toekomst. 

## Verhaal
In Old Detroit heerst complete wanorde; elke dag vinden er overvallen en andere gewelddadigheden plaats. De stad zit bovendien financieel compleet aan de grond. De burgemeester van Detroit gaat een contract aan met megabedrijf Omni Consumer Products (OCP) om een eind te maken aan alle criminaliteit. Dick Jones, de vice-directeur van OCP, presenteert zijn nieuwe uitvinding: de ED-209, een droid die de wet beter zou moeten kunnen handhaven dan gewone mensen van vlees en bloed. In ruil mag OCP van Detroit een eigen stadstaat maken. De demonstratie van ED-209 in het officiële kantoor van OCP gaat echter volledig mis; de robot begint wild om zich heen te schieten en er valt een dode. Bob Morton, een van de andere topmensen binnen OCP, komt met een alternatief voor ED-209, "RoboCop" ("robo-agent"), dat hij voorlegt aan de grote baas van OCP, "The Old Man". 
Politieagent Alex Murphy moet inmiddels met zijn nieuwe collega Ann Lewis achter een bende meedogenloze bankrovers onder leiding van Clarence Boddicker aan. Als hij na een achtervolging het staalbedrijf betreedt waar de bandieten zich schuilhouden, wordt hij door hen overmeesterd en vervolgens doorzeefd met machinegeweerkogels, zijn linkerarm wordt daarbij ter plekke geamputeerd. Tot slot wordt Murphy door zijn hoofd geschoten, waarmee zijn leven als normaal mens ten einde is. Murphy's hoofd en zijn armloze maar nog redelijk intacte bovenlichaam worden vervolgens door OCP gebruikt om hem om te bouwen tot een cyborg en zo de geplande RoboCop in elkaar te zetten. De benen van RoboCop zijn van ijzer. RoboCop krijgt in zijn programmering drie hoofdopdrachten: het publieke vertrouwen dienen, de onschuldigen beschermen en de wet handhaven. 
Inmiddels probeert Jones binnen OCP alle macht te grijpen. Met hulp van Boddicker met wie hij heimelijk samenspant brengt Jones Morton om het leven, uit wraak omdat die met zijn RoboCop Jones' autoriteit heeft beledigd. 
Een tijdlang gaat met RoboCop alles goed, totdat hij als Murphy wordt herkend door Lewis, die hem herinnert aan zijn verleden als mens en zijn vrouw en kind. Hierdoor krijgt RoboCop nachtmerries over zijn menselijke verleden en hoe hij werd neergeschoten.  Hij besluit Boddicker en diens bende, die hij in het databestand van de politie heeft teruggevonden, op te sporen om wraak te nemen. RoboCop vindt de bendeleider in een cocaïnefabriek, waar Boddicker bekent onder een hoedje te spelen met Jones. RoboCop levert Boddicker uit aan de politie. Hij probeert ook Jones te arresteren, maar het blijkt dat die RoboCop heeft gemanipuleerd met een vierde hoofdopdracht: hij kan geen medewerker van OCP aanhouden.
RoboCop vlucht samen met Lewis naar het staalbedrijf waar hij eerder als Murphy werd vermoord. Jones bevrijdt Boddicker en geeft hem en zijn bende anti-tankgeweren zodat ze RoboCop gezamenlijk uit kunnen schakelen. De bandieten gaan weer naar het staalbedrijf en gaan de confrontatie met RoboCop aan, maar de meesten van hen worden door RoboCop gedood, inclusief Boddicker. RoboCop gaat nu naar het hoofdkwartier van OCP, alwaar hij Jones die net de nieuwe versie van zijn ED-209 presenteert ontmaskert. Jones wordt door "The Old Man" ter plekke ontslagen, zodat RoboCop nu ook Jones uit kan schakelen.

## Rolverdeling

De RoboCop-outfit

| Acteur           | Personage                                           |
| ---------------- | --------------------------------------------------- |
| Peter Weller     | Officier Alex J. Murphy/RoboCop                     |
| Nancy Allen      | Officier Anne Lewis                                 |
| Dan O'Herlihy    | "De Oude Man", oprichter OCP (als Daniel O'Herlihy) |
| Ronny Cox        | Dick Jones                                          |
| Kurtwood Smith   | Clarence Boddicker                                  |
| Miguel Ferrer    | Bob Morton                                          |
| Robert DoQui     | Brigadier Warren Reed                               |
| Michael Gregory  | Inspecteur Hedgecock                                |
| Ray Wise         | Leon Nash                                           |
| Felton Perry     | Johnson                                             |
| Paul McCrane     | Emil Antonowsky                                     |
| Jesse D. Goins   | Joe Cox (als Jesse Goins)                           |
| Calvin Jung      | Steve Minh                                          |
| Lee de Broux     | Sal (als Lee DeBroux)                               |
| Kevin Page       | Mr. Kinney (als Ken Page)                           |
| Yolonda Williams | Ramirez                                             |
| Angie Bolling    | Ellen Murphy                                        |
| Leeza Gibbons    | Nieuwslezeres Jesse Perkins                         |
| Mario Machado    | Nieuwslezer Casey Wong                              |
| Jon Davison      | ED-209 (stem)                                       |

## Ontvangst
RoboCop werd over het algemeen positief beoordeeld en beschouwd als een van de beste films die in 1987 zijn uitgebracht. Op Rotten Tomatoes behaalde de film een score van 88%. Ook in de lijsten met topfilms van Entertainment Weekly. en Empire scoorde de film hoog.
In 1988 won RoboCop de Academy Award for Best Sound Effects Editing, een Oscar voor de beste geluidseffectbewerking. De film werd ook genomineerd voor de Academy Award for Best Film Editing en Best Sound.

## Kritiek op de maatschappij
De uitwerking van de film staat bol van de maatschappelijke kritiek op het "Corporate America" van de jaren tachtig. Het politieapparaat is geprivatiseerd en in handen van de multinational OCP, die verder ook zo een beetje alle andere vlakken van bestuur in Detroit in handen heeft. Verhoevens mix van humor en kritiek komt het best tot zijn recht in de reclamespotjes die getoond worden. Klassiek is de spot waarin een gezin het "gezellige" bordspel Nuke Them speelt. Hierin kan pa na het opzeggen van humanitaire hulp bij overschrijding van zijn landsgrenzen, overgaan tot een nucleaire aanval op zoonlief, waarna het hele gezin het uitschatert en elkaar in de armen valt.
Door de uitzonderlijke mix van extreem expliciet geweld, humor en special effects werd Robocop in Amerika een enorm succes. De film werd tevens Verhoevens sleutel tot Hollywood.

## Vervolgen
De film kreeg twee rechtstreekse vervolgen: RoboCop 2 (1990), geregisseerd door Irvin Kershner, met Peter Weller en Nancy Allen in de hoofdrollen, en RoboCop 3 (1993), geregisseerd door Fred Dekker, met Robert John Burke en Nancy Allen in de hoofdrollen. De meeste recensenten waren van mening dat de twee vervolgen niet konden tippen aan de film van Verhoeven.
Verder kwamen er twee op RoboCop gebaseerde televisieseries: de animatieserie RoboCop: The Animated Series (1988) en de live-actionserie RoboCop: The Series (1994).
In 2014 begon een geplande reboot van de reeks, beginnend met een film eveneens getiteld RoboCop.

## Trivia
- In de scènes waarin de kijker meekijkt door de ogen van RoboCop zijn MS-DOS-achtige tekens zichtbaar. In de tijd waarin de film werd gemaakt, was MS-DOS een veel gebruikt besturingssysteem.
- Regisseur Paul Verhoeven heeft een cameo (wild gebarende man in café vlak na gevecht).
- Het RoboCop-pak was zo warm dat Peter Weller bijna twee liter water per dag uitzweette. Uiteindelijk werd er luchtkoeling in het pak gebouwd.
- De politiewagens zijn aangepaste Ford Taurussen. Een van de belangrijke concurrenten in de VS was de Pontiac 6000. In de film rijden de slechteriken in "6000 SUX"-auto's, een weinig subtiele referentie aan de Pontiac 6000.
- Het Suske en Wiske-verhaal Robotkop is gebaseerd op de film.
- De Britse rapper Silvah Bullet gebruikte een sample uit de scene met de ED-209 voor zijn hit 20 Seconds to Comply (1989).